# Cornelis Meyssens
Cornelis Meyssens, né à Anvers en 1646 et mort à Vienne en 1673, est un graveur flamand, fils de Joannes Meyssens.

## Biographie

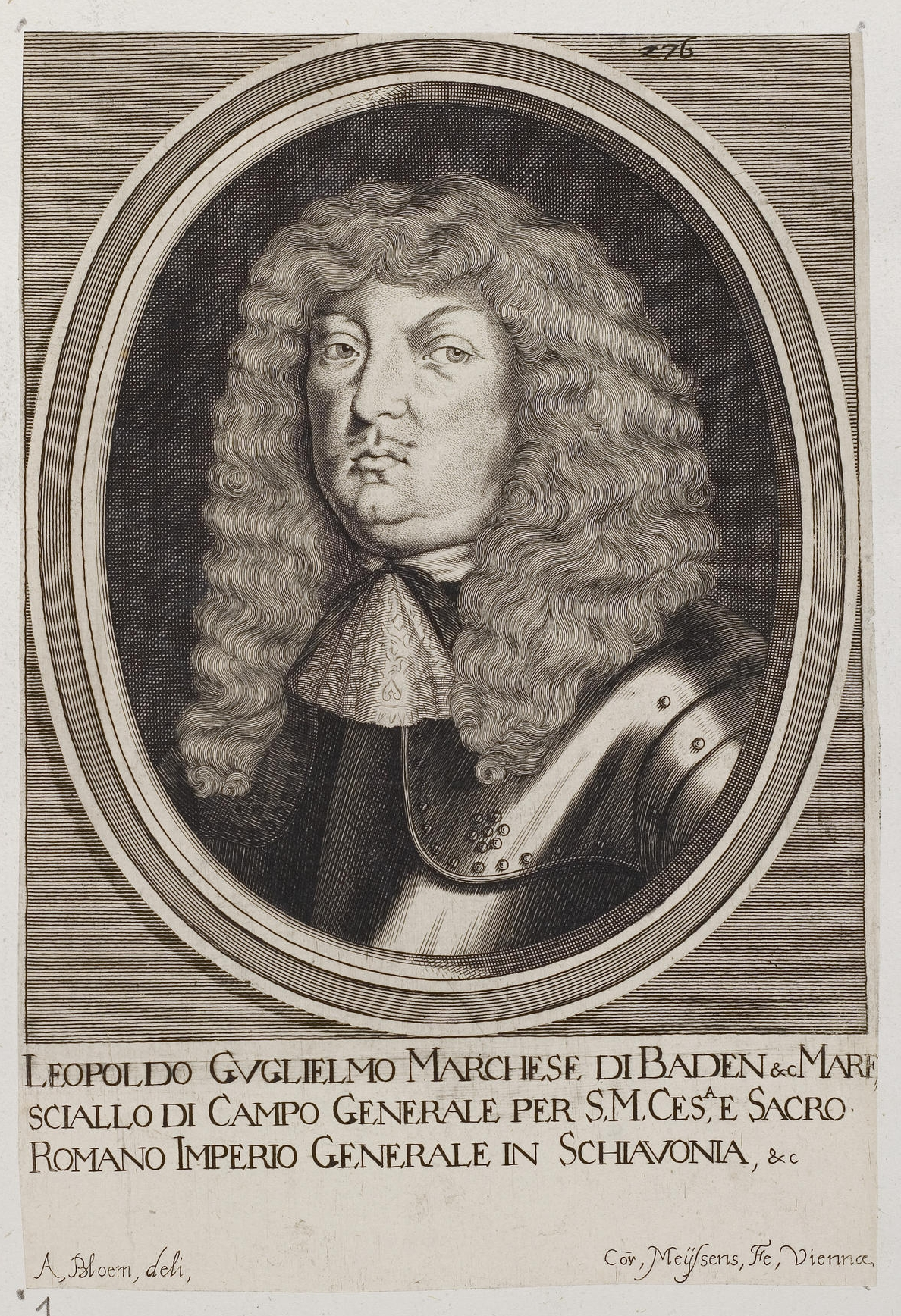
Portrait de Leopold Wilhelm von Baden-Baden, gravé par Meyssens d'après un dessin de Adriaen van Bloemen.

Né à Anvers en 1646, il apprit de son père l'art de la gravure, et alla se perfectionner à Vienne. Il se distingua particulièrement dans le genre du portrait. Un de ses ouvrages les plus considérables est l'in-folio qu'il a publié sous le tilre suivant : Effigies imperatorum domus Austriacæ, delineatæ per Joannem Meyssens et æri insculptæ per filium suum Cornelium Meyssens.